# 小ドゥイムン島

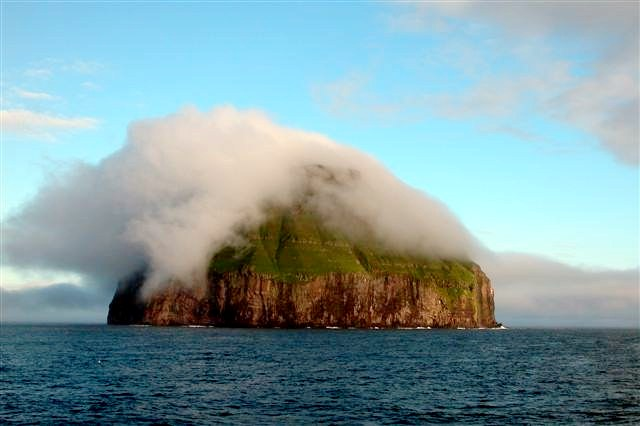
島を取り巻くように雲のかかった小ドゥイムン島

小ドゥイムン島（Lítla Dímun）は、フェロー諸島を主に構成する18の島のうち最小の島。スヴロイ島と大ドゥイムン島の間に位置する。面積は1 km²以下であり諸島唯一の無人島である。島は周辺に位置するHvalbaやSandvíkの村から見ることができる。

## 概略
南側の3分の1に当たる場所は急な崖であり、残りの部分は標高414メートルのSlættirnir山が占めている。島に人は住んでおらず、野生のヒツジと海鳥が生息するのみとなっている。陸上に上がるのは難しく、出来ても完璧な天候に恵まれたときのみである。崖はロープで登ることが可能。
島は13世紀の文学作品、Færeyinga Saga（Saga of the Faroese、フェローの伝説）中に戦場として登場。